# Етимологија субјеката Руске Федерације
Етимологије субјеката Руске Федерације обухвата српска имена 85 субјеката (републике, покрајине, области, градови, окрузи) који чине Руску Федерацију, пореданих по азбучном редоследу.

## Руска Федерација
Хороним (земаљско име) Русија (рус. Россия) потиче од имена старог народа Руса (рус. Русь), који су основали древну Кијевску Русију (рус. Киевская Русь). У изворима на руском и осталим словенским језицима, а такође и у изворима који су на латинском језику настајали у домаћој средини (кнежевске исправе и печати), употребљавани су облици Rusia или Russia, тако да је хороним Русија посведочен у разним изворима из средњовековног периода. Из истог корена (рус-) изведени су и разни обласни називи, као што су: Бела Русија, Мала Русија, Црвена Русија (и други слични појмови).
Садашњи облик државног назива Русије, са словом "о" (Россия, уместо Руссия или Русия, како би требало према изворном облику Русь и називу народа Русские) настао је накнадно, под угледу на грчки назив за Кијевску Русију (грч. Ρωσσία). Постепено прихватање грчког облика од стране руских државних и црквених власти извршено је током 16. и 17. века, а тај облик је у потпуности преовладао током 18. века. Усвајање државног назива који је изведен из корена рос- није утицало на промену руског народног имена, које је и даље остало засновано на изворном корену рус- (рус. Русские).

## Руске републике
- Адигеја

Република је добила име по титуларном народу - Адигејцима који су, након Руса (око 65%), најбројнији народ у овој републици (око 25%). Адигејци су народ кавказског поријекла, већином муслиманске вјероисповјести.
Ријеч адиге, долази из черкеског језика и значи „племенити“.
- Република Алтај

Република носи име по титуларном народу Алтајцима који су, након Руса (око 57%), други народ по бројности у овој републици (са око 34%). Алтајци су народ туркијског поријекла, са традиционалним шаманским вјеровањима.
Народ Алтајци насељава сјеверни појас планинског ланца Алтај по коме и носи име. Реч ал-тај у туркијским језицима, као и монголском језику, произилази из ријечи ал = злато, и тај = планина, што би значило „Златна планина“. Слично значење има и у кинеском језику.
- Башкортостан

Назив републике Башкортостан долази од титуларног народа Башкири, који су, након Руса (око 36%), други најбројнији народ у овој републици (са око 29%), као и персијског постфикса -стан који означава земљу. Башкири су народ туркијског поријекла, традиционално сунитски муслимани.
Ријеч Башкир се први пут јавља у 5. вијеку са појавом приволшких Башкира. Већина башкирских етимолога сматра да ријеч баш-кир произилази од туркијских ријечи баш -прави, главни и кор (корт) - племе, род, што би Башкире означавало као „Главно племе“ међу околним племенима.
- Бурјатија

Име Републике произилази из имена титуларног народа Бурјата који је, након Руса (око 65%), други већински народ (са око 30%) у овој федералној јединици. Име Бурјата се први пут спомиње у „Тајној историји Монгола“ (око 1240. године) гдје се за Бурјате каже да су то шумски народ.
Због описа оваквог стила живота, који се поредио са животом вука, постоји хипотеза да поријекло имена Бурјат потиче од хакаских ријечи бури -вук и ата -отац, што би овај народ описивало као „очеве вуковима“. Друге хипотезе у корјену ријечи бури, проналазе значења: браћа, шикара, стидљив, сивило итд.
- Дагестан

Територија савременог Дагестана је углавном планинска. Из историјске литературе, а која говори о овој територији или народима у њој, иста је обично називана планинком земљом на разним језицима.
Званични назив „Дагестан“ познат је од 17. вијека и значи „планинска земља“, од туркијског даг = планина и персијског стан = земља. У источним дијеловима Дагестана, ову Републику називају и Лезгистаном.
- Ингушетија

Република је име добила по титуларном народу Ингуши који су најбројнији народ у републици (са око 95%). Етимологија имена овог народа није тачно позната, али се претпоставља да води од назива села Ангушт, које Осети зову Тарскоје и које значи „долина ријеке Терек“. Слично значење има и на ингушком језику. Иначе, Ингуше себе називају Гиалгиај, за што неки истраживачи тврде да значи „становници куле“, „градитељи итд“.
- Јакутија

Република је добила име по титуларном народу Јакутима који су најбројнији народ у овој републици (са око 50%). Иначе, Јакути себе називају Сахи или Сахалари, а своју земљу Саха.
Етимологија имена народа није позната.
- Кабардино-Балкарија

Република је названа према два народа који је насељавају: Кабардинцима (народ сјевернокавкаског односно черкеског поријекла) и Балкарима (народ турског поријекла).
- Калмикија

Република је име добила по титуларном народу Калмицима који су најбројнији народ у овој републици (са око 55%). Претпоставља се да име овог народа потиче од туркијске ријечи халмг или халмгуд - што значи одвојен, јер се овај народ у прошлости одвојио од матичног монголског народа и одселио на запад, на простор данашње јужне Русије.
- Карачајево-Черкезија

Република је добила име према два титуларна народа који је насељавају: Карачајцима (народ турског поријекла) и Черкезима (народ севернокавкаског поријекла).
- Карелија

Република је добила име по титуларном народу Карелима који су, након Руса (око 82%), други најбројнији народ у овој републици (са око 8%) становништва. Карели су народ угро-финског поријекла, а први помен њиховог имена је из 8. вијека у скандинавским, и из 12. вијека у руским изворима као Корали.
- Комија

Република је добила име по титуларном народу Коми који су, након Руса (са око 65%), други најбројнији народ у овој републици (са око 25%).
Назив народа и републике Коми вјероватно долази од удмуртске ријечи кам, што значи „велика ријека“, као што је ријека Кама. Тако неки научници сматрају да је име народа може буквално превести као „људи са велике ријеке“ (Кам, тј. Кама)" и „земља људи са велике ријеке“.
- Крим

Прво познато име за Крим било је Таурида. Садашње име полуострва и Републике Крим, највјероватније потиче од имена малог историјског града који се данас зове Стари Крим, а који се налази на југоистоку полуострва. Овај градић се први пут помиње (као Кирим) у вријеме монголских освајања током 13. вијека. Већина научника сматра да је име овог града настало као искварени монголски облик имена за народ Кимеријци који су насељавали град.
- Мариј Ел

Република је добила име по титуларном народу Маријцима (или Марима) који су, након Руса (око 48%), други најбројнији народ у овој републици (са око 42%). Маријци су народ угро-финског поријекла, традиционално православне вјероисповјести.
Име Мариј, јавља се са монголском инвазијом почетком 11. вијека. Претпоставља се да ријч Мариј има слично значење као и комска и удмурска ријеч морт (морти, мори), а потиче од иранске (скитске) ријечи мирде, што значи човјек, муж, супруг. Слично значење има и име сусједног народа Мордвина.
- Мордовија

Република је добила име по титуларном народу Мордвинима који су, након Руса (око 55%), други најбројнији народ у овој републици (са око 40%). Мордвини су народ угро-финског поријекла, традиционално православне вјероисповјести.
Првобитно име Мордва и Мордвини, јавља се са монголском инвазијом почетком XI вијека. Претпоставља се да ријеч Мордва потиче од иранске (скитске) ријечи мирде, што значи човјек, муж, супруг. Слично значење има и име сусједног народа Мари.
- Северна Осетија-Аланија

Република је добила име по титуларном народу Осетима који су најбројнији народ у овој републици (са око 65%). Осетини су народ иранског поријекла, традиционално православне или паганистичке вјероисповјести.
Ово име Осетија, Руси су усвојили од грузијског назива Оси (или Осеби), а који су Грузини користили за иранске народе на Кавказу. Претпоставља се да и старо име за исти народ Алани има исто значење.
Почетаком конфликта између Грузије и Јужне Осетије, у Сјеверној Осетији је изражена потреба додавања старог имена ове земље, па је 1994. уз постојеће име републике, уврштена и ријеч - Аланија.
- Татарстан

Република је добила име по титуларном народу Татарима који су најбројнији народ у овој републици (са око 53%), док су Руси други (са око 40%). Татари су народ турско-татарског поријекла, традиционално сунитски муслимани или православни хришћани.
Република је позната и под именима „Татарстан Җөмһүрияте“ (срп. Република Татарстан), као и Тата́рия (срп. Татарија), али ти називи нису службени називи, и исти се користе више као колоквијална или историјска имена за ову територију.
Први етноним "Татари" појављује се међу монголским племенима југоисточно од Бајкалског језера у периоду VI-IX вијека. У 13. вијеку са Монголско-татарским освајањима назив "Татари" постао је познат и у Европи. Данас научници немају јединствен став о поријеклу и етнониму овог имена, тако да званично постоје три теорије: бугарско-татарска, татарско-монголска и туркијско-татарска теорија.
- Тува

Република је добила име по титуларном народу Тувинцима који су и најбројнији народ у овој републици (са око 82%). Тувинци су народ туркијског поријекла, традиционално будистичке вјероисповјести.
Првобитни народ који је насељавао ову територију познат је као Урјанхајци, које су Монголи звали Шумски људи. Временом је дошло до мијешања овог народа са јужним туркијским народима и настао је тувински народ. Тувинци себе називају Тива (Тыва), а тако називају и своју матичну републику. Након проведеног референдума, од 2001. године у Русији су равноправна оба назива.
- Удмуртија

Република је добила име по титуларном народу Удмуртима који су, након Руса (око 62%), други најбројнији народ у овој републици (са око 28%). Удмурти су народ угро-финског поријекла, традиционално православне вјероисповјести.
Етимологија имена народа Удмурти није сасвим јасна. Највише пажње се придаје хипотези о иранском поријеклу имена удмурт који се односи на комшије или сусједе. У модерном Удмуртском језику ријеч је подјељена на две компоненте - уд (са нејасном семантиком) и мурти, што значи човјек, мушкарац.
- Хакасија

Република носи име по титуларном народу Хакасима који су, након Руса (око 80%), други најбројнији народ у овој републици (са око 12%). Хакаси су народ туркијског поријекла, традиционално паканске или православне вјероисповјести.
Хакаси су раније себе називали Тадари или Тадарлари, мада је овај назив данас архаичан и код Хакаса. Име Хакаса, као и само поријекло овог народа је нејасно.
- Чеченија

Република носи име по титуларном народу Чеченима који су најбројнији народ у овој републици (са око 95%). Чечени су народ кавкаског поријекла, традиционално сунитски муслимани.
Назив Чеченси је искривљена руска транскрипција за име народа ког су Кабардини називали Шашан, а који потичу из чеченског села Ларге гдје су се, вјероватно први пут, срели Руси са Чеченима крајем XVII вијека. Званични назив овог села у XVIII вијеку, је регистрован као Сечена, да би се касније руски држављани, најпре овог села, а касније и цијеле регије почели и званично називати Чечени. Самозвано име Чечена је Нохчи (Но́хчий).
- Чувашија

Република носи име по титуларном народу Чувашима који су уједно и најбројнији народ у овој републици (са око 67%). Чуваши су народ туркијског поријекла, традиционално православне вјероисповјести (мањи број муслиманске).
Име народа Чуваши у писаним документима се први пут појављује 1469. године. Многи научници су сагласни да име Чуваш потиче од старо-тукијског: јуваш, што значи тихи, мирни.

## Руске покрајине
- Алтајска Покрајина

Покрајина је добила име по планинском ланцу Алтај који се пружа граничним појасом између Русије, Казахстана, Кине и Монголије.
Ријеч ал-тај у туркијским језицима, као и монголском језику, произилази из ријечи Ал = злато, и Тај = планина, што би значило „Златна планина“. Слично значење има и у кинеском језику.
- Забајкалска Покрајина

Покрајина носи име по географској области која се налази источно и југоисточно од Бајкалског језера, а које се назива Забајкаље. Забајкаље је шири појам од Забајкалске Покрајине, и осим ове покрајине, обухвата и цјелокупну територију Бурјатије, као и дијелове Иркутске области.
Област Забајкаље је добило име по Бајкалском језеру. Име језера Бајкал потиче од татарских речи баи -што значи богат и кул - језеро, што би значило „богато језеро“.
- Камчатска Покрајина

Камчатска Покрајина има исто име као и полуострво на коме се покрајина налази. Полуострво је име добило по Ивану Ивановичу Камчатском, руском истраживачу који је први стигао на ово полуострво, средином 17. вијека. По овом истраживачу најпре је име добила највећа ријека полуострва, која се налази на самом југу, да би се касније име проширило на цијело полуострво. Презиме овог истраживача Камчатка потиче од истоименог назива за једну врсту свилене тканине, камчатка, у српском језику познатије као дамаст.
- Краснодарска Покрајина

Покрајина носи име по административном центру Краснодару. Град је основан 1793. године и до 1920. се звао Јекатиринодар, што би значило Јекатеринин поклон (по царици Катарини, за чије владавине је основан град). Доласком комуниста на власт у Русији, име града је промењено у красно -што значи црвен и дар -поклон, што би за име града значило „Поклон црвених (комуниста)“.
- Краснојарска Покрајина

Покрајина носи име по административном центру Краснојарску. Овај град је основан 1628. године, а прва твђава подигнута на његовом мјесту носила је име Кра́сный Яр, што значи „Црвена котлина“, по којој је град касније и добио име.
- Пермска Покрајина

Покрајина носи име по административном центру Перму. Ријеч Перм се у древно вријеме односила на географско подручје око горњег тока ријека Каме и Муљанке. Након што је 1723. године у овом подручју осниван већи руски град, он је добио ово име. Већина истраживача заступа теорију да ријеч Перм потиче од вепског пера-маа, што значи „Далека земља“, а вепски израз се односио на Заволжје.
У руском језику, име града се изговара у женском роду.
- Приморска Покрајина

Приморска Покрајина има исто значење имена у руском и српском језику. Године 1880, руске власти формирају јединствену управна област која обухвата све територије од Камчатке и Чукотке на сјеверу до Владивостока на југу. Област је излазила на четири мора и један (Тихи) океан, па је добила званично име Приморска област. Касније, ова територија је подјељена на више управних јединица, па тако данас Приморска Покрајина излази само на једно, и то Јапанско море.
- Ставропољска Покрајина

Покрајина носи име по административном центру Ставропољу. Град је основан 1777. године на мјесту руина древног грчког града. Приликом изградње утврде, војници су пронашли велики камени крст, па је у част овог догађаја град добио име „Крстов град“ (или Град крста), грчки: σταυροί-πόλη или Ставро-пољ.
- Хабаровска Покрајина

Покрајина носи име по административном центру Хабаровску. Град Хабаровск је основан 1858. године, а име је добио по чувеном руском истраживачу из Вологодске области Јерофеју Хабарову. Хабаров је био један од првих руских пустолова који су стигли у ове области. Он је ту провео неколико година и детаљно истражио територије и народе, а при повратку у Москву, предао те информације властима, које су касније послужиле за руско освајање ових области.
Презиме Хабаров има корјен у ријечи хабар, што на руском значи: колебање.

## Руске области
- Амурска област

Већим делом своје територије, област лежи уз лијеву обалу ријеке Амур, па је по овој ријеци и добила име. Често, незванични назив за област је и Приамурје.
Назив ријеке потиче из тунгуског језика амар (или дамур), што значи „Велика ријека“. Кинески назив за ријеку је Хејхе, што би значило „Црна ријека“ или „Река црног змаја“.
- Архангелска област

Област носи име по административном центру Архангелску. Прва руска насеља у овој области су се појавила у 12. вијеку, а прво веће насеље било је око манастира Светог Архангела Михајла, који се званично, први пут спомиње 1419. године. Град који је основан 1584. године добио је име по овом манастиру.
Архангел, у православној традицији, је анђео вишег реда. Ријеч потиче од грчких ријечи арх-ангел (ἀρχάγγελος), што значи „главни анђео“.
- Астраханска област

Област носи име по административном центру Астрахану. Претпоставља се да је град настао око друге половине 13. вијека, на мјесту старих насеља сарматских племена од којих је најпознатије било племе Аси (понегде Аши, Аџи или Хаџи). За вријеме Златне хорде, због својих војних заслуга, становници ових насеља од хана добијају писмо - тархан, којим се ослобађају обавеза према држави. Већ који вијек касније, мјесто се назива Аџитархан, Аштрархан и коначно Астрахан.
- Белгородска област

Област носи име по административном центру, граду Белгороду. Сви етимолози се слажу да име града потиче од руских ријечи бели и город, што значи „Бијели град“, али спорења иду око тога, да ли је комбинација ових ријечи настала због бијеле боје на старој тврђави града или бијелих обронака оближњих планина.
- Брјанска област

Област носи име по административном центру, граду Брјанску. Град је основан 985. године. У вријеме изградње прве тврђаве на овом мјесту, будући град је био окружен са густим шумама, мочварама и увалама. Стара руска ријеч за такав крајолик је дебри, по чему је и град добио своје првобитно име Дебрјанск. Временом, име града је скраћивано и мењано и од 15. века, град је познат под садашњим именом.
- Владимирска област

Област носи име по административном центру, граду Владимиру. Град је име добио по свом оснивачу Владимиру II Мономаху, великом кнезу Кијевске Русије, који је владао великим дијеловима данашње европске Русије. Старија верзија имена града била је Володимир (рус.Володимѣрь).
- Волгоградска област

Област носи име по административном центру, граду Волгограду. Град је основан 1589. године. У част царице Ирине Фјодоровне, град је од 1589. до 1925. године носио назив Царицин (рус.Цари́цын), а од 1925. до 1961. Стаљинград (рус.Сталингра́д) у част новог совјетског вође Стаљина. Данашње име, град је добио по ријеци Волги на чијој обали лежи град.
Руско име за реку Волгу, произилази из старословенске ријечи Vьlga, што значи „влага“.
- Вологодска област

Област носи име по административном центру, граду Вологда. Град се први пут спомиње 1147. године, а основао га је руски монах Герасим Вологодски. На мјесту данашњег града, овај монах је најпре основао манастир Свете Тројице, око ког се касније подигао град.
Презиме овог монаха, на старо-вепском језику значи: „бистра вода“.
- Вороњешка област

Област носи име по административном центру, граду Вороњежу који је основан 1586. године.
Већина етимолога се слаже да име потиче од двије руске ријечи, од којих је прва во́рон, што значи врана, док око друге речи неж постоје различите теорије (нпр. нежност, жена, јеж итд).
- Ивановска област

Област носи име по административном центру, граду Иванову.
Прво насеље на ријеци Увод помиње се још из 1328. године. Средином 14. вијека, за вријеме Димитрија Донског, то насеље се назива Иван на Уводу, а по свој прилици, у овом периоду је изграђена и црквица у част Светог Јована Крститеља (рус.Иоа́нн Крести́тель или Иван Крести́тель), по којој је насеље и добило име.
Етимологија властитог имена Иван (као и Јован), у хебреском значи „Господ је милостив”. 
- Иркутска област

Област носи име по административном центру, граду Иркутску. Име града потиче од имена ријеке Иркут, у близини који је најпре настао Иркутски затвор 1661. године, а затим се развио и град Иркутск.
Хидроном ријеке Иркут има више теорија, али постоји сагласност да је то од монголско-бурјатске ријечи ирху (бурјат. Ырху), која означава снагу, енергију, брзину, окрениње итд.
- Јарославска област

Јарославска област има слично име као и град гдје се налази њен административни центар, Јарослављ. Овај град основан је у 11. вијеку, на мјсту гдје су постојала насеља и прије нове ере. Оснивач новог града био је велики кнез Кијевске Русије Јарослав Мудри, па је и град по њему добио име, а касније и област. Током своје историје, град се неформално називао и Јарославов (или Јарослављев) град, а територија под контролом града Јарославска (или Јарослављева) кнежевина, затим губернија и на крају област. Међутим, не ријетко у српској литератури се град (а понекад и цијела област) назива Јарославље.
- Калињинградска област

Област носи име по административном центру, Калињинграду. Град су основали древни Пруси 1255. године, а кроз своју историју град је промјенио неколико имена: Твангсте, Кенигзберг и коначно од 1946. Калињинград. Садашње име град је добио по бившем совјетском државнику Михаилу Калињину.
Становници Калињинградске области, ову територију неформално називају „Јантарни крај“ (рус. Янта́рный край), јер је област позната по рудницима јантара (ћилибара). У њој се налази 90% свјетских резерви ове окамењене смоле.
- Калушка област

Област носи име по административном центру, граду Калуга. Град је основан 1371. године, у близини ријеке Калушке (лијеве притоке Оке), по којој је и добио име.
Иако не постоји усаглашеност код стручњака у овој области, већина етимолога сматра да је ријека своје име добила по старој словенској ријечи калуга (или каљуга), што се односило на мочваре и блато поред ове ријеке.
- Кемеровска област

Област носи име по административном центру, граду Кемерову. Град је основан 1701. године, а документи из тог времена указују да се мјсто звало Комарово, а затим и Кеми(е)рова.
Данас преовладавају теорије да је град, највјроватније добио име по туркијској ријечи кемер, што значи планинска литица, падина, обала.
- Кировска област

Област носи име по административном центру, граду Кирову. Град је основан 1374. године, а пређашни називи су му били Хлинов (рус.Хлы́нов) и Вјатка (рус.Вя́тка), по истоименој ријеци Вјатка на којој се налази.
Данашње име Киров, град је добио по совјетском револуционару Сергеју Кострикову Кирову, након његовог убиства 1934. године.
- Костромска област

Област носи име по административном центру, граду Костроми. Град је основан 1152. године, а име је добио по ријеци Кострома.
Мада не постоји усаглашеност међу стручњацима, претпоставља се да име ријеке Кострома потиче од израза на которой он стоит (на којој стоји), или од Костра́, руског израза за костријет.
- Курганска област

Област носи име по административном центру, граду Кургану. Град је основан 1679. године и до 1738. носио је назив Царево Городишће (рус.Царёво Городи́ще). Од 1738. до 1782. град се зове Курганска Слобода (рус.Курга́нская слобода́), а од 1782. Курган.
Царево Городишће, значи „Царева хумка“, а односи се на древну хумку пронађену у близини садашњег града. Туркијска ријеч за хумку је курган, по којој је град добио садашње име.
- Курска област

Област носи име по административном центру, граду Курску. Град се први пут спомиње 1032. године, а претпоставља се да је име добио по малој ријеци Кур, на којој се град налази.
У неким језицима ријеч Кур значи ријека, али се претпоставља да овдје ријеч потиче од староруске ријечи курја (рус.курья), што значи мртваја.
- Лењинградска област

Област носи име по ранијем називу за град Санкт Петербург, око ког се област налази, а оно је у част вође Октобарске револуције Владимира Илича Лењина гласило Лењинград (1924—1991). Након распада СССР и пада комунизма, град Санкт Петербург је вратио своје раније име, док је област задржала оно из времена комунизма.
Иначе, подручје ове области је историјски било познато као Ингрија (до 1927. године).
- Липецка област

Област носи име по административном центру, граду Липецку. Град Липецк је основан 1703. на мјесту села Мали Студенки Липски (рус.Ма́лые Студёнки Ли́пские), које се први пут спомиње у документима из 17. вијека. Село је име добило по Леденим кључевима (рус.Студёным ключам), сада дијелови града, док се ријеч Липовски односи на ријеку Липовку која тече кроз град.
Претпоставља се да име ријеке Липовка потиче од ријечи липа, листопадног дрвећа које расте поред корита ријеке.
- Магаданска област

Област носи име по административном центру, граду Магадану. Град је основан 1929. године на обали Охотског мора, а први становници били су руски колонисти и домородачки Ороци.
Постоји неколико теорија о пореклу имена града, али је најчешће наводи она која каже да име потиче од орочких речи монго-дан, што значи „Морски наноси“.
- Московска област

Већи дио територије ове области лежи у сливу ријеке Москве, по којој област и носи име. У складу с тим, област се често назива и Подмосковље или Московље.
Највећи град на ријеци Москви је истоимени град Москва, који се под овим именом, први пут спомиње још 1147. године. Постоје многе теорије о хидрониму ријеке Москва, али најзаступљенија су
- старословенске (моск -влага),[11]
- балтичке, на летонском: Mask-(u)va -мокро, блатњаво и
- угро-финске, на мордовском: маска -медвед[26], ава -мајка[27], што би значило „Мајка медвједа“.
- Мурманска област

Област носи име по административном центру, граду Мурманску. Град је основан 4. октобра 1916. године, на брежуљку Мурман, па је првобитно име града било Романов-на-Мурману.
Ријеч Мурман (у множ. Мурмани) или Нурмани, потиче од локалног руског искривљеног облика за становнике Скандинавије, познатије као Нормани.
- Нижегородска област

Главни град области Нижњи Новгород, често се назива и само Нижњи или Нижјегород. По овој последњој краћеници названа је и област. Град је основан 1221. године на територији Владимир-Суздаљске кнежевине у дијелу земље која је тад била позната као Низовска земља.
Након што су Руси стигли до ушћа Оке у Волгу, владимирски кнез Јуриј II Всеволодович, подиже нови одбрамбени град и даје му име Нови-град Низовске земље (рус.Новгород Низо́вской земли). Како се руски назив Низовска често поистовећивао са ријечима „доња или ниска земља“, граду се убрзо скраћује име у „Нижи“ (рус.Нижний) Новгород.
- Новгородска област

Област носи име по административном центру, граду Великом Новгороду, који се често назива само Новгород. На мјесту старих словенских насеља, негдје у VIII—9. вијеку подигнут је сасвим нови град, који је добио баш такво име „Нови град“ (рус.Нов-город).
Новгород се већ 859. године, у Софијском љетопису, спомиње као центар Новгородске земље, да би већ који вијек касније постао центар огромне републике познате као Господин Велики Новгород.
- Новосибирска област

Област носи име по административном центру, граду Новосибирску. Мања руска насеља у овом дијелу Сибира су постојала још од XVII вијека. Тек са крајем 19. вијека, тачније 1893. године на мијесту гдје је постојала само једна црква, оснива се нови град у Сибиру, који убрзо затим добија и званично име Новосибирк („нови-сибирски град“).
- Омска област

Област носи име по административном центру, граду Омску. Град је основан 1716. године на ушћу ријеке Ом, по којој је и добио име у ријеку Иртиш.
Назив ријеке Ом, по једнојој од верзија, долази од туркијске ријечи ом - „тиха“. Локални назив ријеке је и Омка.
- Оренбуршка област

Област носи име по административном центру, граду Оренбургу.
Да би ефикасно заштитили источне границе, царска Русија је још 1734. године планирала са изградњом утврђеног града на ријеци Ор у чију изградњу је требало да буду укључени и њемачки архитекти. Руски колонисти су већ 1735. подигли један град на ушћу ријеке Ор у Урал и назвали га Оренбург (нем. Or-en-burg), значи „тврђава на Ору“.
Ово насеље је 1739. промјенило своје име у Орск, а на месту Красногар, 1741. године, основан је други Оренбург, који није дуго опстао. Трећи Оренбург је успешно утемељен 1743. године, на његовом данашњем мјесту приближно 250 km низводно ријеком Уралом од Орска.
- Орловска област

Главни град Орловске области основан је 1566. године, на ријеци Оки и њеној притоци Орловки, по којој је и град добио име. Име града Орел на руском орёл - дословно значи орао, а име ријеке Орловка је име једне врсте орла рибара - орловка. Ово је био разлог због кога је цијела област добила име Орловска област.
Српски назив административног средишта области је Орел, док се у литератури користи и Орјол. Због честе праксе да се руске области називају по имену административног центра, ова област се често и у српском језику назива Орелска или Орјолска област.
- Пензенска област

Област носи име по административном центру, граду Пензи. Град је основан 1663. године, на истоименој ријеци Пензи, по којој је и добио име.
Постоје многе теорије о хидрониму ријеке Пенза, али већина њих се позива на сличност ријечи уралских староседелаца са древним називом ријеке Пијанза.
- Псковска област

Област носи име по административном центру, граду Пскову. Град лежи на ријеци Пскова, по којој је и добио име, а први пут се званично спомиње давне 903. године.
Постоји неколико теорија о хидрониму ријеке Пскове. Неки поријекло имена виде у прасловенским ријечима: плес, пијесак или поскакивање (за воду), или балтичкој ријечи писва -смола. Једна од теорија, комбинује готске, балтичке и словенске ријечи Пал-еск-ава, што значи „блатњава вода“, а што би могло бити најизвесније значење.
- Рјазањска област

Област носи име по древној територији Рјазањ, која се налазила са десне стране ријеке Ока, гдје је око 800. године основан древни град Стари Рјазањ, као средиште Рјазањске кнежевине, а 1095. године и нова престоница, данашњи град Рјазањ.
Име топонима, потиче од староруске ријечи Рѣзанъ, а јавља се као присвојни придев у мушком роду у облику пасива и значи -резаног, исеченог. С обзиром да је древна територија, дуго времена, ријеком Ока, била и физички одвојена (одсјечена) од остатка руских земаља, сматра се да је то био разлог за добијање овог имена.
- Ростовска област

Област носи име по административном центру, граду Ростов на Дону. Овај град основан је 1749. године, на мјесту древне грчке колоније Танаис, мјесту каснијих ђеновских и османских трговачких насеља, на ријеци Дону. Име ријеке постало је саставни дио имена града како би се разликовало од имена старијег (сјеверног) града Ростова.
Град је име добио по Светом Димитрију Ростовском, митрополиту Ростова Великог, а у чију част је подигнута прва црква (уједно и прва већа грађевина) у новом граду. Комунисти су касније порушили првобитну цркву, али град је задржао име све до данас.
- Самарска област

Област носи име по административном центру, граду Самара. Град је основан 1586. године на истоименој ријеци Самари, по којој је, касније и добио име.
Постоји више теорија хидронима Самара:

Сарматска теорија: самур -видра, дабар; туркијски: самар -торба, посуда; монголски: самар -блатњав, мутан; Али и теорије као: по Нојевом сину Саму; по граду Самарканду и легендарном основачу Шамару (Самару); библијској Самарији итд.
- Саратовска област

Област носи име по административном центру, граду Саратову. Град је основан 1590. године на ријеци Саратовка, за коју се претпоставља да је дала име граду.
Постоји неколико теорија о порјеклу имена ријеке и града. Најприхватљивија има корен у татарским ријечима: сар-атав, што значи „ниско острво“, а што указује на положај града према ријеци.
- Сахалинска област

Област носи име по острву Сахалин, на коме се налази већи дио територије области.
Острво Сахалин је добило име по манџурском називу за ријеку Амур - Сахалиан-Улла што значи „Црна ријека“. Назив који је првобитно био одштампан на карти, погрешно се приписао острву Сахалин, умјесто ријеци. Касније, овај назив је посато званично име острва.
- Свердловска област

Област носи име по ранијем називу Свердловск за град Јекатеринбург, који је и административни центар области. Град је основан 1723. године и до 1924. имао је садашње име. У периоду 1924—1991. комунисти су ово име промјенили у Свердловск, у част једног од вођа Октобарске револуције Јакова Свердлова.
Након распада СССР и пада комунизма, град Јекатеринбург је вратио своје раније име, док је област задржала оно из времена комунизма.
- Смоленска област

Област носи име по административном центру, граду Смоленску. То је један од најстаријих градова Русије, а први званични помен града је из 863. године.
Постоји неколико теорија о порјеклу имена града. Најчешће се своде на корјен старословенске ријечи: смоль -смола, терен, нагиб; али и теорије које се односе на Смољане.
- Тамбовска област

Област носи име по административном центру, граду Тамбову. Град је основан 1636. године, а првобитни назив града био је Тонбов.
Ријеч тонбов, на руском значи мали, малешни и овдје се повезује са предложеним мјестом за прву тврђаву која је подигнута на мјесту будућег града поред „мале ријеке“. Постоји и друга теорија гдје се корјен проналази у мокша ријечи: томба —вртлог.
- Тверска област

Област носи име по административном центру, граду Тверу. Град је основан 1135. године, а у првим писаним изворима се помиње као Тьхвѣрь.
На територији некадашњих олоњетских земаља, ријечи сличе твер су биле уобичајни називи за ријеке и језера. Отуд и име језера Тихвера, па неки етимолози повезују име овог језера са именом града. Друге теорије се базирају на балтичко-словенском становништву и њиховим називима за прве утврде, пољски: twordza -твђава; и литвански: твора -ограда.
- Тјуменска област

Област, као и њен главни град, носе име по древној земљи Тјуменских Татара, познатој као Тјуменски канат. Центар овог каната био је град Чимги-Тура на ријеци Тјуменка. Канат је убрзо потпао под власт Сибирских Татара, а онда и руских Козака, који су 1586. године, на мјесту бившег татарског града подигли своју тврђаву око које се развио први руски град у Сибиру.
Руске хронике из 16. вијека, Тјуменски канат називају „Велика Тјуменија“. На језику Тјуменских Татара ријеч: тумен (тјуман) -значи „низводно“, „равничарски“. Иста ријеч значи и војну јединицу од 10.000 људи из племена.
Име бившег каната преузето је и за назив новог руског војводства, а касније губерније и садашње области. Из овог имена је проистекао и назив града.
На руском језику име града је Тюмень, а области Тюме́нская о́бласть. У српској литератури град се најчешће назива Тјумен, а област Тјуменска, међутим, након усвајања новог Правописа српског језика лингвисти су име града прилагодили руском изговору у Тјумењ. Због честе праксе да се руске области обично називају по имену административног центра, ова област се у српској литератури погрешно назива и Тјумењска.
- Томска област

Област носи име по административном центру, граду Томску. Град је основан 1604. године на обали ријеке Том, по којој је и добио име.
Име ријеке, највјероватније потичи од ријечи том, из језика малог сибирског народа Кети, а односи се на стрме литице ријеке.
- Тулска област

Област носи име по административном центру, граду Тула. Град је основан 1146. године на ушћу ријеке Тулица (која се тад звала Тула) у ријеку Упу, па је и град по ријеци добио име.
Хидроним имена Тула се често повезује са угро-финским називима за друге водене токове: Тула, Тулокса, Тулос, Тулома итд; али и са туркијским: тула -мочвара, блато.
- Уљановска област

Област носи име по административном центру, граду Уљановску. Указом цара Алексеја Михајловича, град је основан 1648. године, под именом Синбирск, касније Симбирск.
Године 1924. комунисти су у част Владимира Уљанова Лењина, који је рођен у овом граду, преименован Симбирск у Уљановск. Бивши градоначелник овог града је 2008. године покренуо иницијативу за повратак старијег имена града.
- Чељабинска област

Област носи име по административном центру, граду Чељабинску. Град је основан 1736. године на мјесту гдје је већ постојало село са именом Челеби, по ком је и град добио име.
Већина етимолога сматра да име овог села потиче од турске ријечи челеби, која значи племенит, образован (човек). Постоје и теорије које топоним повезују за башкирском ријечи сељаба -кашика.

## Руски федерални градови
- Москва

Град Москва носи име по истоименој ријеци Москва, (на староруском: гра́д Моско́в, буквално преведено као „Град уз реку Москву“). Порјекло хидронима ријеке није сасвим познато али ипак постоји неколико теорија. Најчешће хипотезе се базирају на корену старих језика (словенска, балтичка и угро-финска теорија) или на легендарним догађајима.
Словенска хипотеза сматра да име долази из древног руског језика, од ријечи: моск/мозг (промозглый"), што значи -влажан или хладан. Балтичка теорија полази од летонских ријечи: Mask-(u)va, што значи -мокро, блатњаво. Угро-финске теорије, комбинују ријечи маска-ава, што значи медвједица или мечка. Остале хипотезе, као она о потомцима Нојевог унука Месеха или Мешека и друге, су мање прихватљиве.
- Санкт Петербург

Често се погрешно мисли да је Петар Велики овај град назвао по себи. У ствари, град је име добио по Петровом свецу-заштитнику Симону Петру. Тврђава је кратко носила холандско име Sankt-Pieterburch, које је брзо промјењено у њемачко Sankt-Petersburg. После избијања Првог свјетског рата, 18. августа 1914. године, име града је русификовано (прилагођено руском језику) у Петроград. Послије Лењинове смрти 1924, град је 26. јануара 1924. преименован у Лењинград. Ову одлуку је донијело руководство петроградске Комунистичке партије, са образложењем да је одавде Лењин започео Октобарску револуцију.
Санкт Петербург је био симбол царистичке Русије. Као други град Русије по величини био је веома цијењен. Промјена имена у Лењинград је упечатљиво симболизовала промјену социјалног и политичког система.
- Севастопољ

У прошлости се овдје налазила мала татарска тврђава под именом Ахтиаром. На турском и језику кримских Татара овај град се и данас зове Акјар (Akyar, Aqyar). Име граду Севастопољ је 1784. дао кнез Григориј Потемкин.
Ријеч Севастопољ је спој двије старогрчке ријечи: севастос (σεβαστóς) и полис (πóλις). У доба старог Рима два мјеста су имала ово име; једно у Малој Азији, а друго у Тракији. Тада је кориштена и титула севастос за цара у значењу величанство или свјетост. Севастопољ, значи дакле, „величанствени град“ или „царски град“.

## Руске аутономне области
- Јеврејска аутономна област

Област је основана за вријеме Стаљина 1928. године, и требало је да послужи као нова матична земља за све Јевреје из Совјетског Савеза. У прво вријеме ова идеја је позитивно оцјењена међу самим Јеврејима. Међутим, због оштре климе, али и политике Стаљина 1930-их година, мало се Јевреја одлучило за живот у овој области. Максимална концентрација Јевреја достигнута је непосредно послије Другог свјетског рата и Холокауста, када се сматрало да је Област уточиште за јеврејске избеглице. Тада су око трећину становништва чинили Јевреји.
Оснивањем Израела, опао је интерес за живот у овој далекој територији, тако да у њој данас живи само око 2300 Јевреја.

## Аутономни окрузи Русије
- Јамалија

Аутономни округ носи име по полуострву Јамал који у цјелости припада овом округу и на ком се налази најсјевернија тачка округа 73° сјеверне географске ширине, 800 km од Арктичког круга.
Топоним полуострва Јамал, потиче од самоједских ријечи: Ја -земља, мал -крај, што би значило „Земља краја“ или „Земља на крају свијета“.
- Ненеција

Аутономни округ носи име по титуларном народу Ненцима, који су након Руса (63%) други народ по бројности у округу (са око 18%). Ненци су народ самоједског поријекла, традиционално шаманске или православне вјероисповјести.
Раније руско име за овај народ био је Самоједи (у ужем смислу). Постоји мишљење да је име произилазило из обичаја народа да једу велику количину хране, руски: самый-едами (велики оброк). Име је промјењено 1930их година у Ненци и на ненецком, значи -људи.
- Хантија-Мансија

Аутономни округ носи име по титуларним народима Хантима и Мансима, који данас чине само мали дио стновништва, док су већина Руси (са око 66%). Ханти и Манси су народи угро-финског поријекла.
Ханти су већином православне, а мењим дело шаманске вјере, а њихово име на хантијском језику значи - људи. Манси су традиционално пагани или православци, а њихово име на мансијском језику такође значи -људи.
Област је у давној прошлости била позната као Југра. Године 2003, ово историјско име додато је званичном називу округа.
- Чукотка

Аутономни округ носи име по полуострву Чукотка чија цјелокупна територија улази у састав округа. Полуострво се налази у сјевероисточној Азији између Чукотског и Беринговог мора одвојено од Сјеверне Америке Беринговим морезуом.
Полуострво носи име по аутохноном народу Чукчима, који су уједно и најбројнији народ на полуострву, а други по бројности (са око 25%) у округу (након, Руса 50%). Осим њих, аутохтони житељи полуострва су и чукотски Ескими.
Име овог народа у писаним документима се први пут појављује 1641. године, а Руси, Јакути и Евени, их називају Чукчи по чукотској ријечи: чаучу - значи „много јелена“, што означава стил живота овог народа. Чукчи себе називају Ораветети -прави људи.